# Шанда (присілок)
Шанда́ (рос. Шанда) — присілок у складі Гур'євського округу Кемеровської області, Росія.

## Населення
Населення — 198 осіб (2010; 212 у 2002).
Національний склад (станом на 2002 рік):
- телеути — 84 %